# Col Bayard
Der Col Bayard ist ein 1246 Meter hoher Gebirgspass in den französischen Alpen. Er befindet sich in der Region Provence-Alpes-Côte d’Azur im Département Hautes-Alpes und verbindet über die N85 die Gemeinde La Fare-en-Champsaur im Norden mit Gap im Süden. Die Passhöhe liegt zwischen dem Dévoluy-Massiv und dem der Écrins.
Der Col Bayard gilt als der erste Alpenpass, der von der Tour de France überquert wurde. In den Jahren 1905 und 1906 stellte er das „Dach“ der Tour dar. Heutzutage wird er in der Streckenführung des größten Radrennens der Welt nur selten berücksichtigt.

## Auffahrten
Die Nordauffahrt beginnt westlich des Ortsgebiets von Saint-Bonnet-en-Champsaur in der Gemeinde La Fare-en-Champsaur. Auf geradem Weg führt die gut ausgebaute N85 in Richtung Süden und weist dabei auf einer Länge von 7,1 Kilometern eine durchschnittliche Steigung von 4 % auf. Im Abschnitt der Abzweigung zur Gemeinde Saint-Laurent-du-Cros werden mit einem Kilometerschnitt von 9 % die höchsten Steigungsprozente nach rund zwei Kilometern erreicht, ehe die Straße im Anschluss wieder deutlich abflacht.
Die Südauffahrt beginnt im Ortsgebiet von Gap und weist auf einer Länge von 7,5 Kilometern eine durchschnittliche Steigung von 6,8 % auf. Auf den ersten 4,5 Kilometern werden acht Kehren durchfahren und die Straße steigt gleichmäßig mit rund 7 % an. Im Anschluss folgt ein kurzes Flachstück, ehe der vorletzte Kilometer ein Durchschnittsteigung von 10 % aufweist. Auf dem letzten Kilometer flacht die Straße mit rund 3 % jedoch wieder deutlich ab.

## Radsport
Die Tour de France überquerte den Col Bayard erstmals im Jahr 1905 im Rahmen ihrer dritten Austragung. Auf der 4. Etappe wurde er im Anschluss an den Anstieg nach Laffrey befahren und gilt somit als erster Alpenpass der Frankreich-Rundfahrt. Weiters stellte er damals mit seiner Höhe von 1246 Metern das „Dach der Tour“ da und überragte somit sogar den bekannteren Ballon d'Alsace, dessen Erstbefahrung ebenfalls im Jahr 1905 stattfand. Als erster Fahrer kam der Franzose Julien Maitron auf der Passhöhe an.
In den nachfolgenden Austragungen blieb er ein Fixpunkt der Streckenführung und wurde stets auf dem Weg von Grenoble zum Mittelmeer überquert. Im Jahr 1907 wurde der Col Bayard vom Col de Porte als höchster Punkt der Rundfahrt abgelöst. Mit der Überquerung der Pyrenäen im Jahr 1910 und der Befahrung der hohen Alpenpässe bei der Tour de France 1911 verlor der Col Bayard weiter an Bedeutung, blieb jedoch bis zum Ersten Weltkrieg im Programm der Grand Boucle (Große Schleife). Nach den Kriegsjahren kehrte mit der Tour de France auch der Col Bayard im Jahr 1919 zurück, ehe er zwischen 1922 und 1927 nicht befahren wurde. Als die Bergwertung im Jahr 1933 eingeführt worden war, bildete der Col Bayard zwar einen Teil der Streckenführung, wurde jedoch nicht für die neu geschaffene Sonderwertung berücksichtigt. Im Jahr 1937 wurde der Pass das letzte Mal vor dem Zweiten Weltkrieg überquert.
Im Rahmen der Tour de France 1954 wurde auf der 18. Etappe erstmals eine Bergwertung auf dem Col Bayard abgenommen. Die Fahrer erreichten die Passhöhe über die Nordauffahrt, die als Anstieg der 3. Kategorie klassifiziert war und somit nur wenige Punkte brachte. Mit dem Spanier Federico Bahamontes überquerte damals ein bekannter Fahrer den Pass als Erster. Danach dauerte es bis ins Jahr 1991, ehe die Frankreich-Rundfahrt erneut über den Pass führte. Dies lag auch daran, dass die Organisation das Rennen vermehrt über den nahegelegenen Col de Manse geführt hatte. Die bei der Tour de France 1991 befahrene Südauffahrt wurde als Bergwertung der 2. Kategorie klassifiziert. Im Jahr 2015 wurde die Südseite unmittelbar nach dem Start befahren.
Im Jahr 2024 wurde auf dem Col Bayard erneut eine Bergwertung abgenommen. Der Pass wurde im Finale der 17. Etappe vor dem Col du Noyer und der Auffahrt nach SuperDévoluy von der Südseite befahren. Die Bergwertung sicherte sich der Däne Magnus Cort Nielsen.
| Jahr | Etappe     | Bergwertung  | Fahrer               | Auffahrt |
| ---- | ---------- | ------------ | -------------------- | -------- |
| 1954 | 18. Etappe | 3. Kategorie | Federico Bahamontes  | Nord     |
| 1991 | 17. Etappe | 2. Kategorie | Pello Ruiz Cabestany | Süd      |
| 2015 | 18. Etappe | 2. Kategorie | Joaquim Rodríguez    | Süd      |
| 2024 | 17. Etappe | 2. Kategorie | Magnus Cort Nielsen  | Süd      |